# Vengeance 2006
Vengeance 2006 was een professioneel worstel-pay-per-viewevenement dat geproduceerd werd door World Wrestling Entertainment (WWE). Dit evenement was de zesde editie van Vengeance en vond plaats in de Charlotte Bobcats Arena in Charlotte, North Carolina op 25 juni 2006.
De belangrijkste gebeurtenis was een 5-op-2 Handicap match tussen D-Generation X en Spirit Squad. D-Generation X won de match.

## Matchen
| Nr.                                                                          | Match | Winnaar(s)        |
| ---------------------------------------------------------------------------- | --- | ----------------- |
| -                                                                            | Val Venis vs. Rob Conway in een een-op-eenmatch                                                                                      | Val Venis         |
| 1                                                                            | Kurt Angle vs. Randy Orton in een een-op-eenmatch                                                                                    | Randy Orton       |
| 2                                                                            | Umaga (met Armando Estrada) vs. Eugene (met Jim Duggan, Doink the Clown en Kamala) in een een-op-eenmatch                            | Umaga             |
| 3                                                                            | Mick Foley vs. Ric Flair in een Two out of Three Falls match                                                                         | Ric Flair         |
| 4                                                                            | Shelton Benjamin (c) vs. Carlito vs. Johnny Nitro (met Melina) in een Triple Threat match voor het WWE Intercontinental Championship | Johnny Nitro (nc) |
| 5                                                                            | Rob Van Dam (c) vs. Edge (met Lita) in een een-op-eenmatch voor het WWE Championship                                                 | Rob Van Dam (c)   |
| 6                                                                            | Kane vs. "Impostor Kane" in een een-op-eenmatch                                                                                      | "Impostor Kane"   |
| 7                                                                            | John Cena vs. Sabu in een Lumberjack match                                                                                           | John Cena         |
| 8                                                                            | D-Generation X vs. Spirit Squad in een Handicap match                                                                                | D-Generation X    |
| (c) huidige kampioen voor en na de match \| (nc) nieuwe kampioen na de match | |                   |